# Mathias Boe
Mathias Boe (ur. 11 lipca 1980 w Roskilde) – duński badmintonista, srebrny medalista olimpijski w grze podwójnej. W grze podwójnej występuje w parze z Carstenem Mogensenem.
Największym jego sukcesem jest srebrny medal igrzysk olimpijskich w Londynie w grze podwójnej.